# Cirrolygris momaria
Cirrolygris momaria là một loài bướm đêm trong họ Geometridae.